# Down Home (Seals and Crofts)
| Recensione              | Giudizio |
| ----------------------- | -------- |
| AllMusic                |          |
| Dizionario del Pop-Rock |          |

Down Home è il secondo album del duo soft rock statunitense Seals and Crofts, pubblicato dalla T-A Records nel novembre del 1970.

## Tracce

### LP (1970, T-A Records, TA 5004)
Lato A
Testi e musiche di Jimmy Seals e Dash Crofts.
1. Ridin' Thumb – 3:53
2. Hand-Me-Down Shoe – 3:20
3. Purple Hand – 2:35
4. Robin – 1:53
5. Hollow Reed – 3:29

Durata totale: 15:10
Lato B
Testi e musiche di Jimmy Seals e Dash Crofts, eccetto dove indicato.
1. Gabriel Go On Home – 3:54
2. Tin Town – 3:14
3. Today – 3:43
4. Cotton Mouth – 3:44
5. Granny Will Your Dog Bite? – 0:38
6. Leave – 4:18 (Jimmy Seals, John Trombatore)

Durata totale: 19:31

## Musicisti
- Jimmy Seals – voce, chitarra, violino
- Dash Crofts – voce, mandolino
- John Simon – pianoforte
- John Hall – chitarra elettrica
- Paul Harris – organo
- Eddie Rich – basso (A1, B2 e B6)
- Jim Rolleston – basso (A2, A4, B3 e B5)
- Harvey Brooks – basso (A3, A5, B1 e B4)
- Greg Thomas – batteria

### Produzione
- John Simon – produzione
- Steve Barncard, Mark Harman e Tony May – ingegneri delle registrazioni
- Richard Edlund – foto copertina album originale
- Wayne Kimbell – design copertina album originale [5]